# Szymon Pawłowski (Fußballspieler)
Szymon Pawłowski (* 4. November 1986 in Połczyn-Zdrój, Polen) ist ein polnischer Fußballspieler.

## Vereinskarriere
Pawłowski spielte in der Jugend bei Pomorzanin Sławoborze und MSP Szamotuły. Von 2004 bis 2007 spielte er für Mieszko Gniezno in der dritten polnischen Liga. 2007 wechselte er in die Ekstraklasa zu Zagłębie Lubin. Hier wurde er gleich in seiner ersten Saison polnischer Meister. In der Saison 2007/08 wurde der Verein infolge eines Korruptionsskandals zum Zwangsabstieg verurteilt, in der darauffolgenden Saison schaffte die Mannschaft den Wiederaufstieg. Zur Saison 2013/14 wechselte er zu Lech Posen, wo er 2014/15 erneut den Meistertitel gewann. Er konnte mit Posne auch zweimal den Pokal erringen. 2017/2018 war Pawłowski an Bruk-Bet Termalica Nieciecza ausgeliehen. 2018 wechselte er zu Zagłębie Sosnowiec.

## Nationalmannschaft
Er spielte bisher 16-mal in der polnischen Fußballnationalmannschaft.

## Erfolge
- Polnischer Meister (2007, 2015)